# Favorite (пісня Loona)
«Favorite» (стилізується як «favOriTe») — дебютний сингл південнокорейського жіночого гурту Loona з мініальбому [+ +], випущений 7 серпня 2018 року компанією Blockberry Creative як цифровий сингл. Це перший реліз Loona у повному складі з дванадцяти учасників.

## Композиція
Текст пісні написали Кім Сучон та Джейден Чон. Продюсерами виступили Софія Пе та SlyBerry, Біллі Джін і Кім Джінхьон з BADD. Billboard назвав пісню денс-попоп та альтернативним ритм-енд-блюзом з харизматичним і бурхливим звуком. Додавши до цього помітні трелі та трубні синтезатори, які рухають мелодію до динамічного приспіву, а також запаморочливий бридж наприкінці, пісня поєднує новаторську природу групи в бурхливу мелодію.

## Передісторія та вихід
Тизер музичного відео був випущений 1 серпня 2018 року.
Прем'єра синглу «Favorite» відбулася 7 серпня 2018 року на різних музичних порталах, включаючи Melon та iTunes.

## Комерційний успіх
«favOriTe» посів четверте місце в американському World Digital Song Sales, ставшм першим і найвищим досягненням групи у цьому чарті до виходу синглу «365».

## Музичне відео
Прем'єра музичного відео відбулася 7 серпня. Кліп зосереджен на хореографії гурту, дванадцять учасниць одягнені у прості блузки та спідниці, які нагадують шкільну форму.
Станом на квітень 2024 року кліп «favOriTe» має 14 мільйонів переглядів на YouTube.

## Чарти
| Чарт                  | Пікова позиція |
| --------------------- | -------------- |
| США World (Billboard) | 4              |

## Історія виходу
| Регіон | Дата          | Формат                                    | Лейбл               |
| ------ | ------------- | ----------------------------------------- | ------------------- |
| Різні  | 7 серпня 2018 | Цифрове завантаження потокове мультимедіа | Blockberry Creative |